# Ruisseau des Forges (affluent du Bradascou)
Pour les articles homonymes, voir Forges.
Le ruisseau des Forges, également appelé ruisseau de Piquette dans sa partie amont,  est un ruisseau français de Nouvelle-Aquitaine, affluent rive droite du Bradascou et sous-affluent de la Vézère. 

## Géographie
Selon le Sandre, le ruisseau des Forges porte le nom de ruisseau de Piquette dans sa partie amont.
Il prend sa source en Haute-Vienne à 465 mètres d'altitude, au nord-nord-ouest du lieu-dit Cirat, sur la commune de La Porcherie. Il entre ensuite dans le département de la Corrèze. Il  passe à l'est des villages de Masseret et Salon-la-Tour, puis à l'ouest de celui de Condat-sur-Ganaveix.
Il rejoint le Bradascou en rive droite, à moins de 300 mètres d'altitude, à proximité de la gare d'Uzerche, en limite des communes d'Uzerche et de Condat-sur-Ganaveix.
L'ensemble ruisseau de Piquette-ruisseau des Forges est long de 22,1 kilomètres.

### Affluents
Parmi les sept affluents du ruisseau des Forges répertoriés par le Sandre, le plus long est le ruisseau de Lamongerie avec 6,5 km.

### Communes et cantons traversés
Le ruisseau des Forges arrose six communes, réparties sur deux cantons et deux départements du Limousin :
- Haute-Vienne
  - Canton de Châteauneuf-la-Forêt
    - La Porcherie (source)
- Corrèze
  - Canton d'Uzerche
    - Lamongerie
    - Masseret
    - Salon-la-Tour
    - Condat-sur-Ganaveix (confluent)
    - Uzerche (confluent)